# Expedição Antonio de Vea

Mapa de 1682 da costa ocidental da Patagônia, copiado de um original espanhol por Basil Ringrose. À direita, o mapa mostra as Ilhotas Evangelistas logo ao norte do Estreito de Magalhães. O norte está à esquerda.

A expedição Antonio de Vea de 1675–1676 foi uma expedição naval espanhola aos fiordes e canais da Patagônia destinada a averiguar se potências coloniais rivais — especificamente, os ingleses — estavam ativas na região. Embora não tenha sido a primeira expedição espanhola na região, foi a maior até então, envolvendo 256 homens, um navio oceânico, duas embarcações longas e nove dalcas (em castelhano: Piragua). A expedição dissipou as suspeitas acerca de bases inglesas na Patagônia. O conhecimento das autoridades espanholas sobre a Patagônia ocidental foi grandemente aprimorado pela expedição, embora o interesse espanhol pela área tenha diminuído a partir de então até a década de 1740.

## Antecedentes
A expedição teve origem nas explorações de John Narborough nas costas da Patagônia meridional. A notícia dessas explorações chegou aos espanhóis por diversas fontes. Primeiro, o Conde de Molina de Herrera, Antonio de Tovar y Paz, tomou conhecimento enquanto atuava como embaixador na Corte de St James's. Em seguida, os espanhóis obtiveram prisioneiros da expedição durante a estadia de Narborough na Baía do Corral no final de dezembro de 1670. Os espanhóis em Chiloé provavelmente também souberam da expedição por meio de rumores transmitidos oralmente pelos povos indígenas da Patagônia.
O governador de Chiloé enviou, no início de 1674, uma expedição liderada por Jerónimo Díaz de Mendoza para o sul, a fim de averiguar os rumores. Jerónimo Díaz de Mendoza retornou da expedição acompanhado de um nativo chono que passou a ser conhecido como Cristóbal Talcapillán. Estabelecido em Chacao, em Chiloé, Cristóbal Talcapillán logo aprendeu o básico da língua veliche local O relato detalhado de Talcapillán sobre assentamentos ingleses em duas ilhas patagônicas causou grande preocupação entre as autoridades espanholas. Em investigações posteriores, as autoridades espanholas pediram a Talcapillán que elaborasse um mapa dos arquipélagos que, ao ser coteado com marinheiros espanhóis, surpreendeu as autoridades, conferindo credibilidade às alegações de Talcapillán. No relato de Talcapillán, os ingleses, os quais ele associava aos mouros possuíam dois assentamentos: um no continente, chamado Callanac, e outro em uma ilha chamada Allauta. Em Callanac, segundo ele, os ingleses estavam construindo uma fortaleza com o auxílio dos povos indígenas. Talcapillán afirmou que um indígena chamado León, que havia ido e voltado da Inglaterra, disse que houve um naufrágio espanhol em Lluctui, uma ilha também controlada pelos ingleses.

## Expedição

### Preparativos no Peru e viagem para Chiloé
Antonio de Vea estava em licença em Portobelo, Panamá, quando recebeu a ordem de liderar e organizar a expedição. A expedição foi organizada no porto de El Callao, no Peru, e zarparam para Chiloé em 21 de setembro. De Vea partiu a bordo da nau Nuestra Señora del Rosario y Ánimas del Purgatorio, com material para a montagem de duas "embarcações longas" adicionais em Chiloé. Em Chiloé, a expedição seria dividida em dois grupos; um, liderado por Antonio de Vea, seguiria navegando rumo ao sul "seguindo a costa", e outro, liderado por Pascual de Iriarte, partiria a bordo do navio pelo oceano aberto diretamente de Chiloé até a entrada ocidental do Estreito de Magalhães, onde os dois grupos se reuniriam.
Em 13 de outubro, a expedição avistou a desabitada Ilha Alejandro Selkirk sem realizar qualquer desembarque. De Vea relata que um marinheiro negro morreu em 29 de outubro. A Península Lacuy, no canto noroeste da Ilha de Chiloé, e o continente próximo foram avistados em 30 de outubro. A expedição utilizou a corrente de maré para adentrar pelo Canal de Chacao quando, inesperadamente, Nuestra Señora del Rosario y Ánimas del Purgatorio encalhou em Roca Remolinos, o que a danificou gravemente. Dois dalcas espanhóis se aproximaram da nau resgatando os soldados de infantaria, enquanto Antonio de Vea e o restante da tripulação conseguiram encalhar a embarcação no final da noite.

### Guaitecas e Lago San Rafael

Mapa do Istmo de Ofqui atravessado pela expedição. Em vermelho, um projeto de canal do século XX.

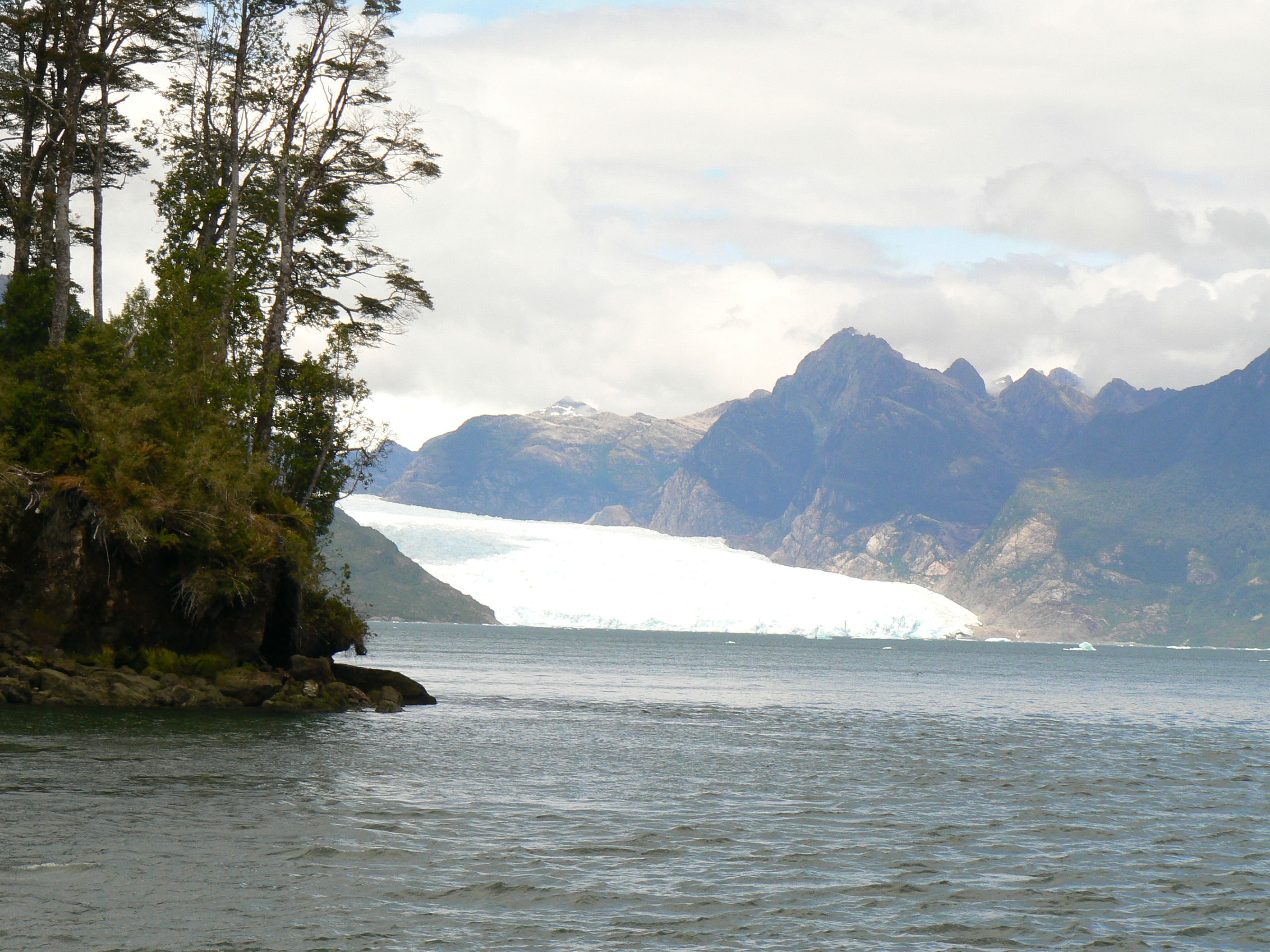
Lago San Rafael e Geleira San Rafael conforme vistos em 2009.

Em 28 de novembro, a expedição partiu do estaleiro de Chiloé. Até então, nove dalcas haviam sido acrescentadas às duas "embarcações longas" trazidas de El Callao pela expedição. O grupo de Antonio de Vea foi guiado por Bartolomé Gallardo, um soldado criollo que explorara a área no verão anterior, o Jesuíta Antonio de Amparán e Cristóbal Talcapillán. O grupo de De Vea era composto por 70 espanhóis, incluindo 16 marinheiros, e 60 indígenas. Todos os espanhóis eram oriundos do Chile e do Peru.
Enquanto navegava rumo ao sul, a expedição encontrou florestas de Pilgerodendron, que, para De Vea, lembravam os "ciprestes da Espanha". Também, durante a viagem para o sul, a expedição relatou ter pescado "mais de 200 robalos" com redes de pesca.
A expedição adentrou o Lago San Rafael em 11 de dezembro, observando suas condições ventosas, a Geleira San Rafael e as margens alagadiças ao sul que compõem o Istmo de Ofqui. Antonio de Vea ingressou no Lago San Rafael pelo Río Témpanos (em espanhol, "Rio dos témpanos") sem mencionar nenhuma ocorrência de gelo à deriva, mas afirmando que a Geleira San Rafael não adentrava muito o lago. Isso tem sido interpretado por pesquisadores modernos como indicação de que os efeitos da Pequena Idade do Gelo ainda não se evidenciavam naquela região durante o final do século XVII.

### Além do Istmo de Ofqui
Nas margens meridionais do Lago San Rafael, a expedição foi dividida em dois grupos: um que ficaria para aguardar e outro que avançaria mais ao sul, cruzando o istmo de Ofqui por terra. Este último grupo era composto por 40 espanhóis e 40 indígenas, liderado pessoalmente por Antonio de Vea e incluía tanto Cristóbal Talcapillán quanto Bartolomé Gallardo. O grupo de Antonio de Vea utilizou quatro dalcas que foram desmontadas, transportadas por terra por parte do istmo e, em seguida, remontadas. O terreno alagadiço significou um esforço considerável, apesar das distâncias serem curtas. Tendo chegado à foz do Rio San Tadeo no mar em 23 de dezembro, o grupo pescou robalos novamente, obtendo mais de 100 exemplares. A chuva impediu avanços adicionais em 24 de dezembro, mas um dia depois a expedição conseguiu chegar à Ilha de San Javier (chamada de Ilha San Esteban por Antonio de Vea).
Em 25 e 26 de dezembro, a expedição emboscou e capturou diversos indígenas chono, incluindo crianças e uma idosa, na Ilha de San Javier. A mulher, que segundo De Vea tinha cerca de 70 anos, supostamente contou aos espanhóis sobre conflitos com um grupo indígena conhecido como Caucagues, que possuía ferro obtido a partir de âncoras de navios europeus. O interrogatório foi realizado utilizando Talcapillán (presumivelmente traduzindo do chono para o veliche) e o alferes Lázaro Gomez como intérpretes. Presume-se que Talcapillán traduziu do chono para o veliche e, em seguida, Gomez do veliche para o espanhol. Segundo esse interrogatório, a mulher explicou que os Caucagues haviam sido advertidos sobre a expedição espanhola por um indígena que fugira de Calbuco em Chiloé e, por isso, estavam se escondendo. Em questionamentos posteriores sobre os supostos destroços de onde a âncora fora obtida, a mulher declarou que o naufrágio ocorreu quando ela era muito jovem. Sendo guiada pela mulher em 2 de janeiro de 1676, a expedição encontrou um cadáver de baleia e, ao lado dele, um acampamento caucague vazio e muitos cães. Pressupõe-se que os Caucagues do acampamento tenham fugido para o interior.
Eventualmente, Antonio de Vea concluiu que Talcapillán era um intérprete não confiável, pois a idosa explicou que jamais havia mencionado âncoras de ferro. Talcapillán retratou a história sobre as âncoras e disse ter sido coagido a mentir por Bartolomé Gallardo e seu pai Francisco Gallardo.
Antes de retornar ao norte, a expedição deixou uma placa de bronze na Ilha de San Javier, indicando a posse do território pelo Rei da Espanha.
No retorno ao norte, foi alcançada a Ilha Guaiteca em 22 de janeiro, e a expedição retornou ao estaleiro de Chiloé quatro dias depois. Antonio de Vea relatou ter alcançado até 49°19′ S, o que pode, no entanto, ter sido um exagero ou superestimação.

### Grupo de Pascual de Iriarte
Quando Antonio de Vea partiu para o sul, esperava-se que o grupo de Pascual de Iriarte também partisse em breve, assim que os reparos na Nuestra Señora del Rosario y Ánimas del Purgatorio fossem concluídos. Atrasos nos reparos fizeram com que o grupo encontrasse outro navio para zarpar rumo ao sul pelo oceano aberto. Dezesseis homens do grupo morreram em 17 de fevereiro nas Ilhotas Evangelistas, incluindo o filho de Pascual de Iriarte. O incidente ocorreu quando um destacamento se aproximou das ilhotas em uma chalupa para instalar uma placa metálica indicando a posse do território pelo Rei da Espanha. Atingida por fortes ventos, a embarcação foi levada à deriva, e os remanescentes da expedição, sob o comando de Pascual de Iriarte, não conseguiram localizá-la. O mau tempo os forçou a retornar ao norte sem novas buscas pelos homens perdidos. Esta expedição havia alcançado aproximadamente a latitude 52°30′ antes de retornar ao norte.
Os sobreviventes do grupo de Pascual de Iriarte chegaram ao povoado fortificado de Carelmapu, próximo a Chacao, em 6 de março. O navio encontrava-se em mau estado e a tripulação, desidratada.

## Consequências
A expedição retornou ao ponto de partida, em El Callao, em abril de 1676. Enquanto a expedição estava ausente, 8.433 homens foram mobilizados no Peru para enfrentar um eventual conflito com os ingleses. As forças militares no Peru também receberam grandes doações para as despesas de defesa.
O Vice-Rei do Peru, Baltasar de la Cueva, emitiu ordens aos governos do Chile, da Chiloé e da Rio da Prata para averiguar sobre os homens que desapareceram nas Ilhotas Evangelistas. Contudo, nenhuma informação sobre seu destino foi encontrada, e presume-se que a embarcação naufragou na mesma tempestade que forçou o restante do grupo a abandonar a área. No total, aproximadamente 16–17 homens pereceram.
Antonio de Vea concluiu e convenceu com sucesso as autoridades espanholas de que os rumores sobre assentamentos ingleses nos fiordes e canais da Patagônia eram falsos. Ele observou que, embora houvesse abundância de moluscos, leões marinhos e baleias, o estabelecimento de um assentamento europeu não era viável, dado que o clima adverso e os solos pobres impossibilitavam o cultivo de lavouras. Contudo, em 1676, novos rumores originados na Europa chegaram à corte espanhola. Afirmava-se então que a Inglaterra estava preparando uma expedição para colonizar o Estreito de Magalhães. O foco da atenção espanhola para repelir os tentativos de assentamentos ingleses deslocou-se da costa do Pacífico da Patagônia para o Estreito de Magalhães e Tierra del Fuego. Tal mudança significava que qualquer assentamento inglês poderia ser alcançado por terra a partir do norte, o que não ocorria com as ilhas da Patagônia ocidental.
Apesar de, em certo sentido, ter sido um fracasso, a expedição de Antonio de Vea contribuiu para o aumento do conhecimento espanhol sobre os arquipélagos patagônicos. O mapa da região elaborado por Antonio de Vea é um marco na cartografia local. Até onde se sabe, nenhum novo mapa espanhol da costa oeste da Patagônia foi feito até as explorações de José de Moraleda y Montero no final do século XVIII.
Após esta expedição, houve uma aparente pausa de várias décadas tanto na atividade missionária quanto na busca por possíveis colônias estrangeiras na costa do Pacífico da Patagônia. O interesse pela área ressurgiu na década de 1740, quando os espanhóis souberam do naufrágio da HMS Wager na costa da Ilha Wager, no Arquipélago Guayaneco.